# Fontcoberta
Fontcoberta település Spanyolországban, Girona tartományban. Fontcoberta Esponellà, Vilademuls, Cornellà del Terri, Banyoles és Porqueres községekkel határos. Lakosainak száma 1503 fő (2024).

## Népesség
A település népessége az elmúlt években az alábbi módon változott:
| Lakosok száma | 274  | 677  | 647  | 590  | 741  | 1145 | 1251 | 1442 | 1468 | 1503 |
|               | 1717 | 1887 | 1936 | 1960 | 1986 | 2004 | 2009 | 2014 | 2019 | 2024 |